# 락박스
락박스(Rockbox 록박스[*])는 디지털 오디오 플레이어(DAP)를 위한 GPL 라이선스의 오픈 소스 운영 체제이다. 락박스 프로젝트는 2001년 후반 시작되었으며, 최초로 구현된 것은 Archos 스튜디오의 DAP였다. 당시 제조업체가 공급한 사용자 인터페이스와 기기사용에는 많은 제한이 있었으며, 이에 대해 사용자의 불만이 고조되었기 때문이다.
락박스는 DAP의 기존 운영 체제 펌웨어를 완벽히 대체할 수 있다. 유연성 및 확장성을 위해 플러그인을 지원하며, 이를 이용해 PDA, 애플리케이션 그리고 게임 등의 기능을 추가할 수 있도록 심사숙고 하였다. 그리고 2000년 중반에 나온 DAP에 비디오 재생 기능을 구현하였으며, 시각 장애인을 위한 음성 안내를 지원하는 등의 사용자 인터페이스도 포함하고 있다.
락박스는 다양한 기기들과 하드웨어 능력에서 작동한다. 초기 1비트의 픽셀로 구성된 디스플레이를 가진 Archos 플레이어에서 시작해서 최근에는 고해상도 색상의 아이팟과 아이리버 플레이어의 디지털 광오디오 하드웨어 및 녹음 기능까지 지원한다.
비록 락박스의 공식 제목이 "락박스: 오픈 소스 주크박스 펌웨어(Rockbox: Open Source Jukebox Firmware)"이지만, 실제로 플래시 메모리에 설치되어 작동되는 것은 아니다. 대신, 최소한의 용량을 지니는 부트로더가 플래시 메모리에 설치되며, 부트로더가 하드디스크로부터 락박스 펌웨어를 불러오거나, 제조사의 공식 펌웨어를 불러온다.

## 특징

### 지원 코덱
- MPEG 오디오 (MP3/MP2/MP1)
- Ogg Vorbis
- Musepack
- AAC
- AC3 (DVD audio)
- FLAC
- WavPack
- Shorten
- 애플 무손실
- Apple Lossless
- m4a
- WAV/AIFF
- WMA

### 기타
- 전 지원코덱에서 갭리스(Gapless;트랙간 무음 제거) 지원
- 리플레이 게인
- 5밴드 파라미터 이퀄라이저
- 자체 플레이리스트 기능
- 완벽한 셔플 재생
- 사용자가 원하는 대로 UI 변경 가능
- 16비트, 44.1kHz WAV 스테레오 녹음
- FM 라디오, FM 녹음 포함
- 리모컨 지원
- 디지털 SPDIF 입/출력 지원

### 플러그인
- JPEG 뷰어 (16비트 컬러/33 단계 그레이스케일)
- Rockboy 게임보이 에뮬레이터 (Gnuboy 프로젝트)[2]
- Doom (PrBoom 엔진 프로젝트)
- WAV -> MP3 인코더
- WAV -> WavPack 인코더
- MPEG-1/MPEG-2 비디오 플레이어[3]
- 스도쿠, 카드놀이, 지뢰찾기, 퐁(PONG), 체스 (chessbox), 팩박스(팩맨 플러그인, Pacbox) 등의 기타 다양한 게임 포함

### 지원하지 않는 기능
- 디지털 저작권 관리 - 앞으로도 지원하지 않을 예정[4]
- USB 호스트 기능 ["USB OTG(On The Go)"]

## 지원하는 기기

### Archos
- Archos Jukebox 시리즈:
  - Jukebox 6000
  - Jukebox Player/Studio
  - Jukebox Recorder
- FM Recorder
- Recorder v2
- Ondio FM
- Ondio SP

### 아이리버
- H100 시리즈 (H100/H110/H115/H120/H140, 별칭 iHP-100/110/115/120/140)
- H300 시리즈 (H320/H340)
- H10 시리즈 (H10 5GB/6GB/20GB)

### 아이오디오
- X5/X5L
- X5V
- M5/M5L
- M3/M3L
- D2(정식지원X)

### 아이팟
- 아이팟 1세대
- 아이팟 2세대
- 아이팟 3세대
- 아이팟 4세대 (흑백)
- 아이팟 4세대 (컬러/포토)
- 아이팟 5세대/5.5세대 (비디오)
- 아이팟 6세대/6.5세대/7세대

- 아이팟 미니 1세대
- 아이팟 미니 2세대
- 아이팟 나노 1세대
- 아이팟 나노 2세대

### 도시바
- 기가비트 F 시리즈 (F10/F11/F20/F21/F30/F31/F40/F41/F60)
- 기가비트 X 시리즈

### 샌디스크
- Sansa e200 시리즈
- Sansa e200r 시리즈
- Sansa c200 시리즈

### 올림푸스
- m:robe 100

### 삼성
- YP-R0
- YH-820
- YH-920
- YH-925

## 같이 보기
- 아이팟리눅스